# Sukhoi Su-8
Il Sukhoi Su-8 o DDBSh (Двухмоторный Двухместный Бронированный Штурмовик, aereo d'attacco corazzato bimotore biposto), fu un prototipo di aereo d'attacco pesante sovietico pensato per la seconda guerra mondiale.

## Sviluppo
Verso la metà del 1941 l'OKB di Pavel Suchoj sviluppò il progetto di un aereo d'attacco chiamato ODBSh (ОДБШ) propulso da due motori radiali Shvetsov M-71. Il progetto fu presentato all'Istituto di ricerca scientifica dell'Aeronautica militare sovietica il 30 giugno del 1941.
L'apparecchio avrebbe dovuto installare i motori al di sotto delle semiali, migliorando la visibilità del pilota. La fusoliera era di tipo monoscocca. Sempre per aumentare la visibilità la posizione del pilota era rialzata ed il muso era dotato di finestratura.